# Clivinini
Tribu
Synonymes
Clivinidia Rafinesque, 1815
Les Clivinini sont une  tribu de coléoptères de la famille des Carabidae et de la sous-famille des Scaritinae.

## Sous-tribus
Ardistomina - Clivinina - Reicheiina